# Abdelhakim Bouhna
Abdelhakim Bouhna (sinh 24 tháng 5 năm 1991) là một cầu thủ bóng đá Maroc gốc Bỉ hiện tại thi đấu cho Lokomotiv Plovdiv ở Bulgarian First League.

## Sự nghiệp
Bouhna khởi đầu sự nghiệp ở đội bóng hạng ba Diegem Sport trước khi anh được phát hiện bởi trinh thám của Anderlecht trong trận giao hữu giữa hai câu lạc bộ và sắp xếp vụ chuyển nhượng mùa hè 2012. Tuy nhiên, anh chưa bao giờ vào được đội chính của Anderlecht, thi đấu ở dạng cho mượn ở đội bóng hạng hai SV Roeselare và ở đội dự bị Anderlecht. Sau một thời gian ở dạng cầu thủ tự do, đến cuối năm 2014, anh ký hợp đồng với đội bóng Serie B U.S. Latina Calcio. Không được thi đấu nhiều, anh rời câu lạc bộ mùa hè sau đó, ký hợp đồng với NK Istra 1961 ở Croatia vào tháng 9 năm 2015.
Ở đó, anh ra mắt đội một ở Prva HNL trong thất bại 1-0 sân khách trước NK Rijeka ngày 13 tháng 9 năm 2015.